# Union Sportive Avignon-Le Pontet
El Union Sportive Avignon-Le Pontet es un equipo de baloncesto francés con sede en la ciudad de Le Pontet, que compite en la NM2, la cuarta competición de su país. Disputa sus partidos en el Gymnase Cosec Moretti Saint-Chamand, con capacidad para 2200 espectadores.

## Historia
El equipo nace en 1998 tras la fusión de US Le Pontet Basket y Avignon Basket-Ball. El equipo senior juega sus partidos en Aviñón mientras que algunos equipos de cantera los disputan en Le Pontet.
En 2014, tras ascender a NM1, se fusiona con el Sorgues BC de la misma categoría, convirtiéndose en el Sorgues Avignon Le Pontet Vaucluse. En 2017 la unión de ambos clubes se deshace, volviendo a aparecer el Union Sportive Avignon-Le Pontet en NM3.

## Posiciones en liga
- 2009 - (3-NM2)
- 2010 - (3-NM2)
- 2011 - (3-NM2)
- 2012 - (5-NM2)
- 2013 - (2-NM2)
- 2014 - (1-NM2)
- 2015-2017 Compite como Sorgues Avignon Le Pontet Vaucluse
- 2018 - (1-NM3)
- 2019 - (2-NM2)
- 2020 - (5-NM1)
- 2021 - (13-NM1)
- 2022 - (12-NM1)

- Segundo Liga Regular NM2 - 2013
- Campeón Grupo A NM2 - 2014

## Plantilla 2013-2014
|}
|}